# Sant Ferriòu de Coada
Cohade és un municipi francès situat al departament de l'Alt Loira i a la regió d'Alvèrnia-Roine-Alps. L'any 2007 tenia 767 habitants.

## Demografia

### Població
El 2007 la població de fet de Cohade era de 767 persones. Hi havia 303 famílies de les quals 58 eren unipersonals (31 homes vivint sols i 27 dones vivint soles), 121 parelles sense fills, 101 parelles amb fills i 23 famílies monoparentals amb fills.
La població ha evolucionat segons el següent gràfic:
Habitants censats

### Habitatges
El 2007 hi havia 342 habitatges, 307 eren l'habitatge principal de la família, 13 eren segones residències i 21 estaven desocupats. 332 eren cases i 10 eren apartaments. Dels 307 habitatges principals, 247 estaven ocupats pels seus propietaris, 56 estaven llogats i ocupats pels llogaters i 4 estaven cedits a títol gratuït; 3 tenien una cambra, 9 en tenien dues, 27 en tenien tres, 124 en tenien quatre i 144 en tenien cinc o més. 283 habitatges disposaven pel capbaix d'una plaça de pàrquing. A 108 habitatges hi havia un automòbil i a 176 n'hi havia dos o més.

### Piràmide de població
La piràmide de població per edats i sexe el 2009 era:
| Homes | Edats   | Dones |
| ----- | ------- | ----- |
| 0     | 95 o +  | 0     |
| 0     | 90 a 94 | 4     |
| 4     | 85 a 89 | 4     |
| 4     | 80 a 84 | 4     |
| 8     | 75 a 79 | 8     |
| 16    | 70 a 74 | 8     |
| 12    | 65 a 69 | 16    |
| 20    | 60 a 64 | 20    |
| 4     | 55 a 59 | 20    |
| 28    | 50 a 54 | 20    |
| 32    | 45 a 49 | 20    |
| 24    | 40 a 44 | 28    |
| 28    | 35 a 39 | 12    |
| 32    | 30 a 34 | 32    |
| 8     | 25 a 29 | 20    |
| 8     | 20 a 24 | 4     |
| 28    | 15 a 19 | 20    |
| 24    | 10 a 14 | 28    |
| 40    | 5 a 9   | 20    |
| 4     | 0 a 4   | 24    |

## Economia
El 2007 la població en edat de treballar era de 519 persones, 377 eren actives i 142 eren inactives. De les 377 persones actives 350 estaven ocupades (184 homes i 166 dones) i 28 estaven aturades (18 homes i 10 dones). De les 142 persones inactives 68 estaven jubilades, 34 estaven estudiant i 40 estaven classificades com a «altres inactius».

### Ingressos
El 2009 a Cohade hi havia 314 unitats fiscals que integraven 836,5 persones, la mediana anual d'ingressos fiscals per persona era de 16.594 €.

### Activitats econòmiques
Dels 49 establiments que hi havia el 2007, 2 eren d'empreses alimentàries, 1 d'una empresa de fabricació de material elèctric, 2 d'empreses de fabricació d'altres productes industrials, 11 d'empreses de construcció, 19 d'empreses de comerç i reparació d'automòbils, 4 d'empreses de transport, 3 d'empreses d'hostatgeria i restauració, 1 d'una empresa d'informació i comunicació, 1 d'una empresa financera, 2 d'empreses immobiliàries i 3 d'empreses de serveis.
Dels 12 establiments de servei als particulars que hi havia el 2009, 1 era un taller de reparació d'automòbils i de material agrícola, 2 paletes, 2 fusteries, 2 lampisteries, 2 electricistes, 2 empreses de construcció i 1 restaurant.
Dels 8 establiments comercials que hi havia el 2009, 1 era una gran superfície de material de bricolatge, 1 una fleca, 1 una botiga de roba, 4 botigues de mobles i 1 una botiga de material esportiu.
L'any 2000 a Cohade hi havia 22 explotacions agrícoles que ocupaven un total de 1.003 hectàrees.

## Equipaments sanitaris i escolars
El 2009 hi havia una escola elemental.

## Poblacions més properes
El següent diagrama mostra les poblacions més properes.